# Gare de Mansourah
Ne doit pas être confondu avec Gare de Mansoura.
La gare de Mansourah est une ancienne gare ferroviaire algérienne située sur le territoire de la commune de Mansourah, dans la wilaya de Tlemcen.

## Situation ferroviaire
Établie à une altitude de 805 m, la gare est située au point kilométrique (PK) 68,367 de l'acuelle ligne de Tabia à Akid Abbes (PK 143,250 de la ligne de Sainte-Barbe-du-Tlélat à Oujda), où elle était précédée de la gare de Tlemcen et suivie de celle de Aïn Douz. 
| \| Mansourah Tlemcen Akid Abbes Tabia Aïn Douz \| Localisation de la gare de Mansourah dans la wilaya de Tlemcen. |
| Mansourah Tlemcen Akid Abbes Tabia Aïn Douz                                                                       |

## Histoire

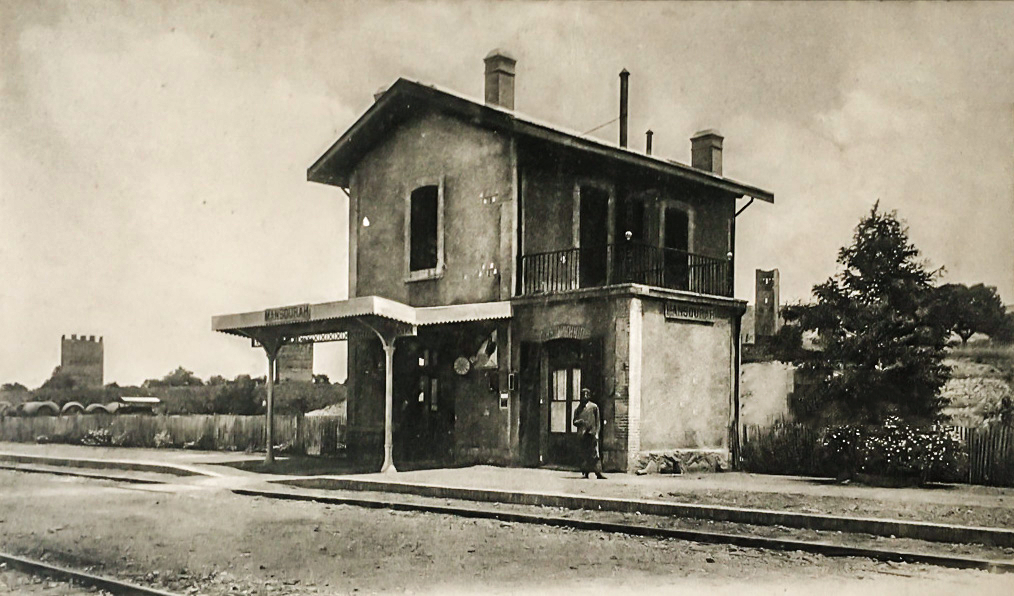
Vue du bâtiment voyageurs de la gare en 1920.

La gare est mise en service en 1907 lors de l'ouverture de la section de Tlemcen à Turenne (actuelle Sabra) de la ligne de Sainte-Barbe-du-Tlélat à Oujda,.

## Service des voyageurs

### Dessertes
En 2023, la gare n'est pas desservie par les trains de la Société nationale des transports ferroviaires.

## Galerie

Sélection de vues
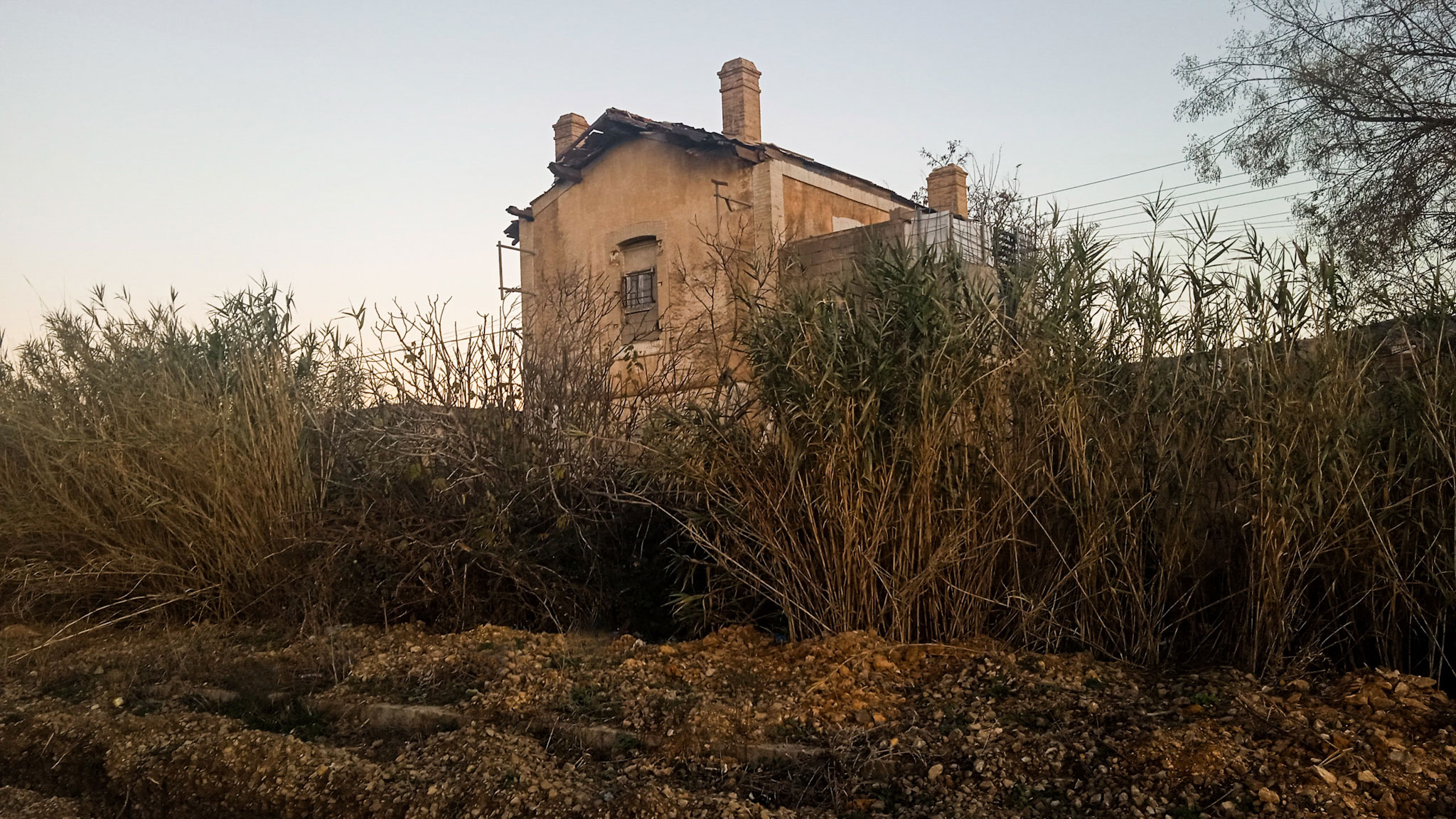
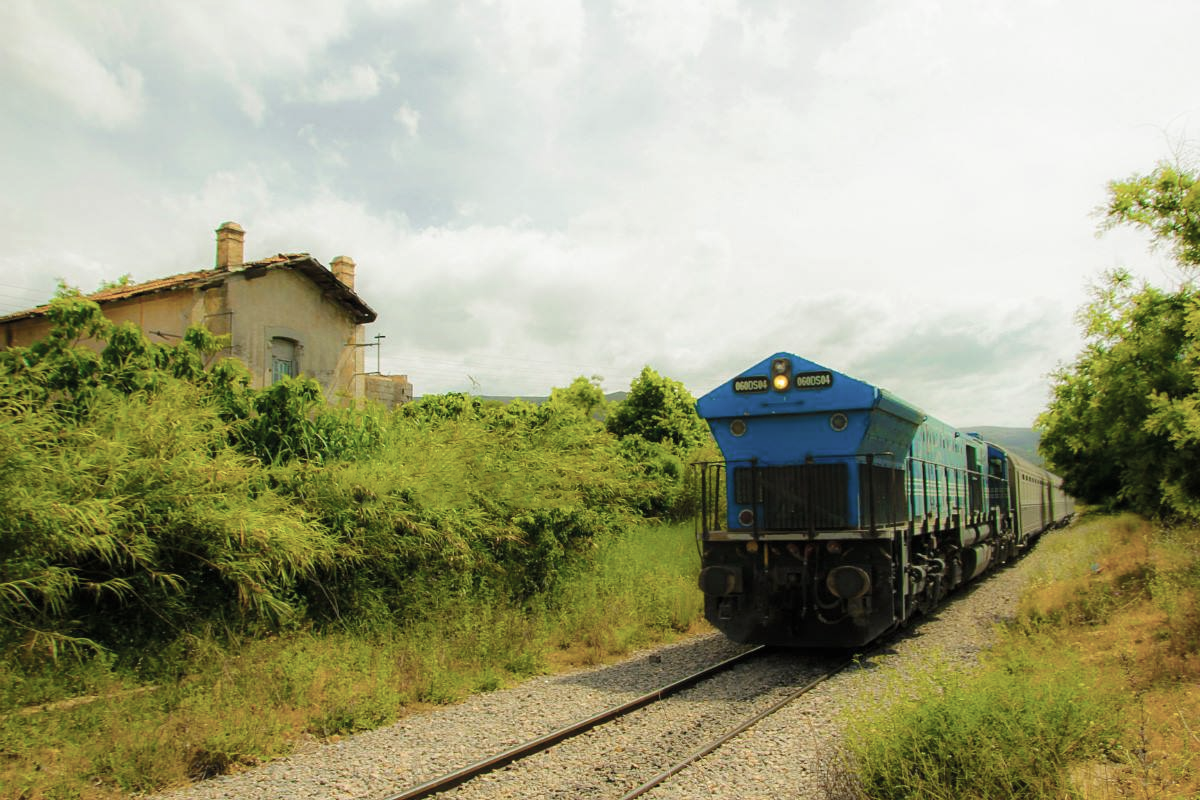
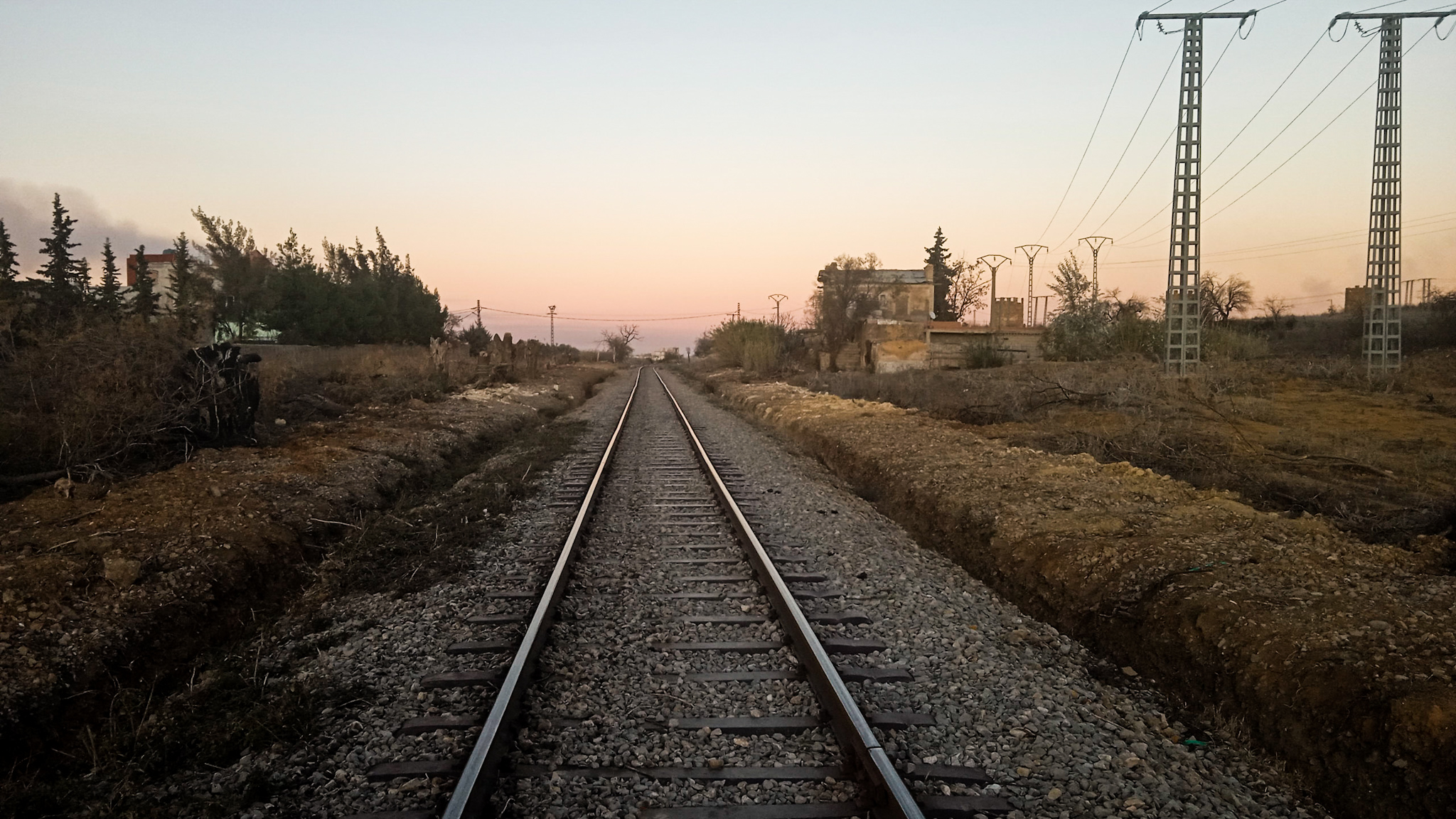